# Jesenské (Nitra)
Jesenské (in ungherese Setétkút) è un comune della Slovacchia facente parte del distretto di Levice, nella regione di Nitra.